# Crocanthemum suffrutescens
Crocanthemum suffrutescens är en solvändeväxtart som först beskrevs av B.Schreib., och fick sitt nu gällande namn av Sorrie. Crocanthemum suffrutescens ingår i släktet Crocanthemum och familjen solvändeväxter. Inga underarter finns listade i Catalogue of Life.